# Kill Ben Lyk
 (novembre 2020).
Si vous disposez d'ouvrages ou d'articles de référence ou si vous connaissez des sites web de qualité traitant du thème abordé ici, merci de compléter l'article en donnant les références utiles à sa vérifiabilité et en les liant à la section « Notes et références ».
Pour plus de détails, voir Fiche technique et Distribution.
Kill Ben Lyk est une comédie thriller franco-britannique écrite par Jean-Christophe Establet, Oliver Maltman et Erwan Marinopoulos et réalisée par ce dernier, sortie en 2018. Présenté au Festival international du film de comédie de l'Alpe d'Huez en 2019, le film sort en vidéo à la demande en 2020.

## Synopsis
À Londres, Ben Lyk (Eugene Simon) un jeune youtuber rêvant de célébrité s'inquiète: en deux jours, trois personnes portant le même nom que lui ont été assassinées. Il craint être le prochain. Après un appel à l'aide, il est embarqué par Scotland Yard et emmené dans une demeure éloignée de la capitale. La police britannique enquête sur ces meurtres en série et a décidé de réunir tous les Ben Lyk de Londres encore en vie afin d'assurer leur sécurité, le temps de résoudre l'affaire. Cependant, le répit est de courte durée car le tueur semble avoir réussi à s'infiltrer dans le bâtiment...

## Fiche technique
Note : sauf mention contraire, les informations ci-dessous proviennent de l'Internet Movie Database.
- Titre : Kill Ben Lyk
- Réalisation : Erwan Marinopoulos
- Scénario : Erwan Marinopoulos, Jean-Christophe Establet, Oliver Maltman
- Musique: Romain Vissol
- Cinématographie: François-Xavier Le Reste
- Effets spéciaux: David Ferreira
- Effets visuels: Loïck Bessaguet
- Caméra: Alexa Mini (HAWK V-Lite Lenses)
- Production: Erwan Marinopoulos, Patrick DiCesare, Edouard Duprey, Xavier Pleche
- Société de production : ZORG Studios
- Pays d'origine :  France et  Angleterre
- Langues originales : anglais, français
- Genre : Comédie et thriller
- Durée : 77 minutes (1 h 17)
- Dates de sortie : Royaume-Uni : 2018

## Distribution
- Eugene Simon (VF : Nathanel Alimi) : Ben Lyk
- Martyn Ford: (VF : Jérémie Bédrune) : Bale
- Charlie Rawes (VF : Frédéric Souterelle) : Rugby Ben Lyk
- Simone Ashley (VF : Ludivine Maffren): Girl Ben Lyk
- Dimitri Leonidas: Roberto
- Bronson Webb: Nervous Ben Lyk
- Andrew Hall [3] (VF : Vincent Violette): Older Ben Lyk
- Scroobius Pip: Hipster Ben Lyk
- Gretchen Egolf (VF : Dominique Vallée) : Talister
- Ashley Thomas (VF : Eilias Changuel): Charming Ben Lyk
- Bruce Mackinnon: Banker Ben Lyk
- Meera Rayann: Anna
- Dan Cade: Officier Hillvalley
- Adam Astill: Officier Hawkins
- Daz Black: (VF : Jérôme Wiggins) : Young Ben Lyk
- Ania Gauer: Waiting Girl
- Alexandra Naoum (VF : elle-même): Maîtresse de Knight Ben Lyk
- James Chalmers: Scott
- Avant Strangel: Officier Sunnydale
- Guy Combes: Le voisin de Ben Lyk
- Suzanne Procter: La voisine de Ben Lyk
- William Sciortino: Chef de mafia
- Guillaume Clément: Officier de police
- Stéphane Otero: Dave
- Thomas Croisière: Le tireur à l'alpaga
- Daniel Page: Knight Ben Lyk
- Tristan Tenardier: Ben Lyk hospitalisé
- François Vincentelli: O'Sullivan
- George Colebrook: Officier Haddonfield

## Réception
Kill Ben Lyk obtient le score de 83% sur le site de Rotten Tomatoes. Le film est bien accueilli par la critique en France tout comme en Grande-Bretagne:
«Kill Ben Lyk: un bijou de références cinéphiles, de Guy Ritchie  à Kick Ass en passant par Agatha Christie»
«Kill Ben Lyk: une comédie pop complètement décomplexée, lorgnant du côté de Guy Ritchie»
«Kill Ben Lyk ne manque ni de suspens ni d'humour délicieusement British. A découvrir sans hésitation»
«Funny enough to become a cult hit»
«An Instant cult classic»
«This film is hilarious»
«Great dose of fun, ends on a punchline for the ages»

## Distinctions

### Récompenses
En juillet 2018, Kill Ben Lyk remporte le prix du meilleur film britannique lors des London Independent Film Awards.

### Nominations
Kill Ben Lyk a été nommé en 2018 lors du Nightmare Film Festival pour le prix du meilleur thriller.